# ليندر بابكوك
ليندر بابكوك هو محامي وسياسي أمريكي، ولد في 1 مارس 1811 في باريس في الولايات المتحدة، وتوفي في 18 أغسطس 1864 في ريتشفيلد سبرينغز في الولايات المتحدة. نشط حزبياً في الحزب الديمقراطي. وقد انتخب عضو مجلس النواب الأمريكي ‏.